# Ficedula semitorquata

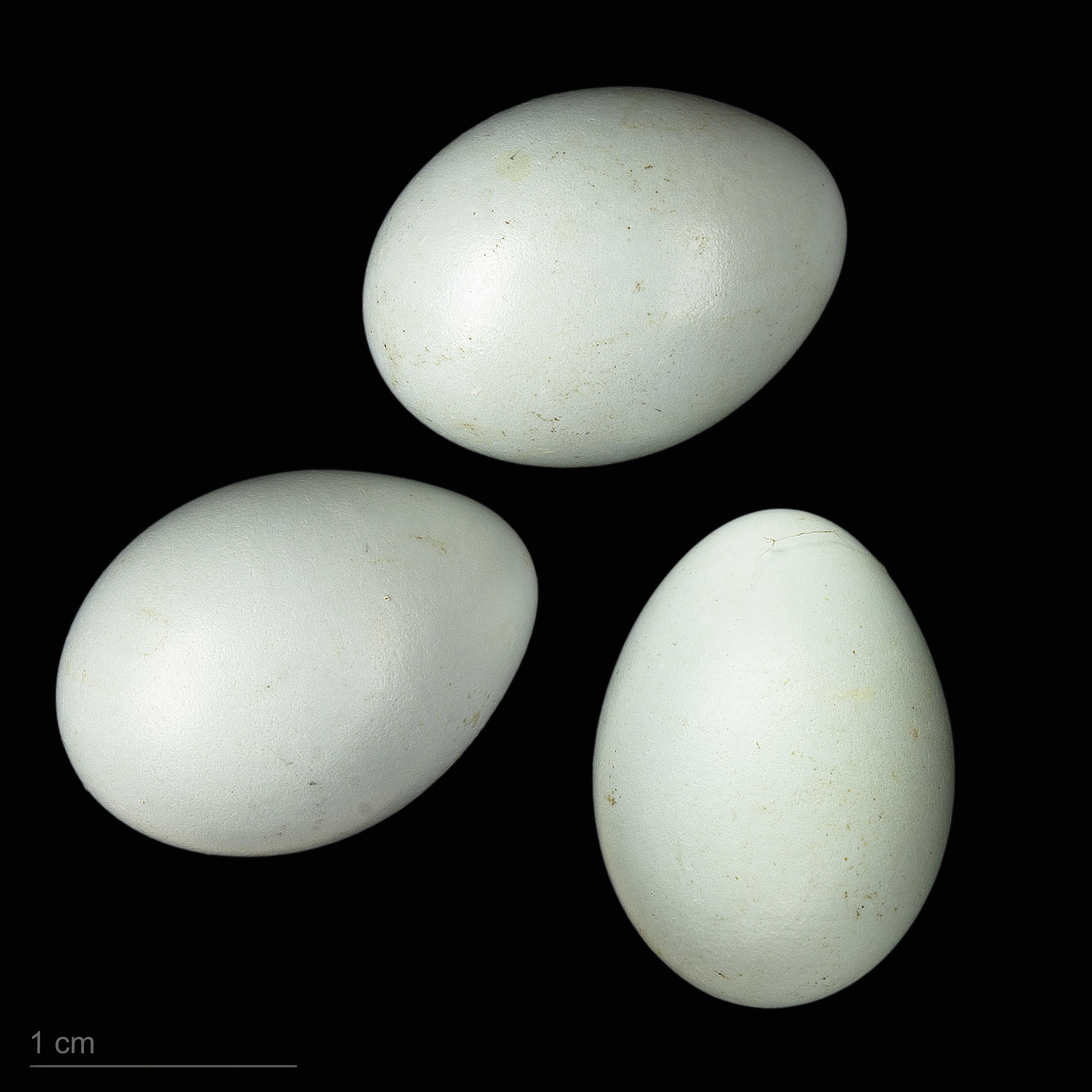
Ficedula semitorquata

Ficedula semitorquata là một loài chim trong họ Muscicapidae.